# Jonathan Horne

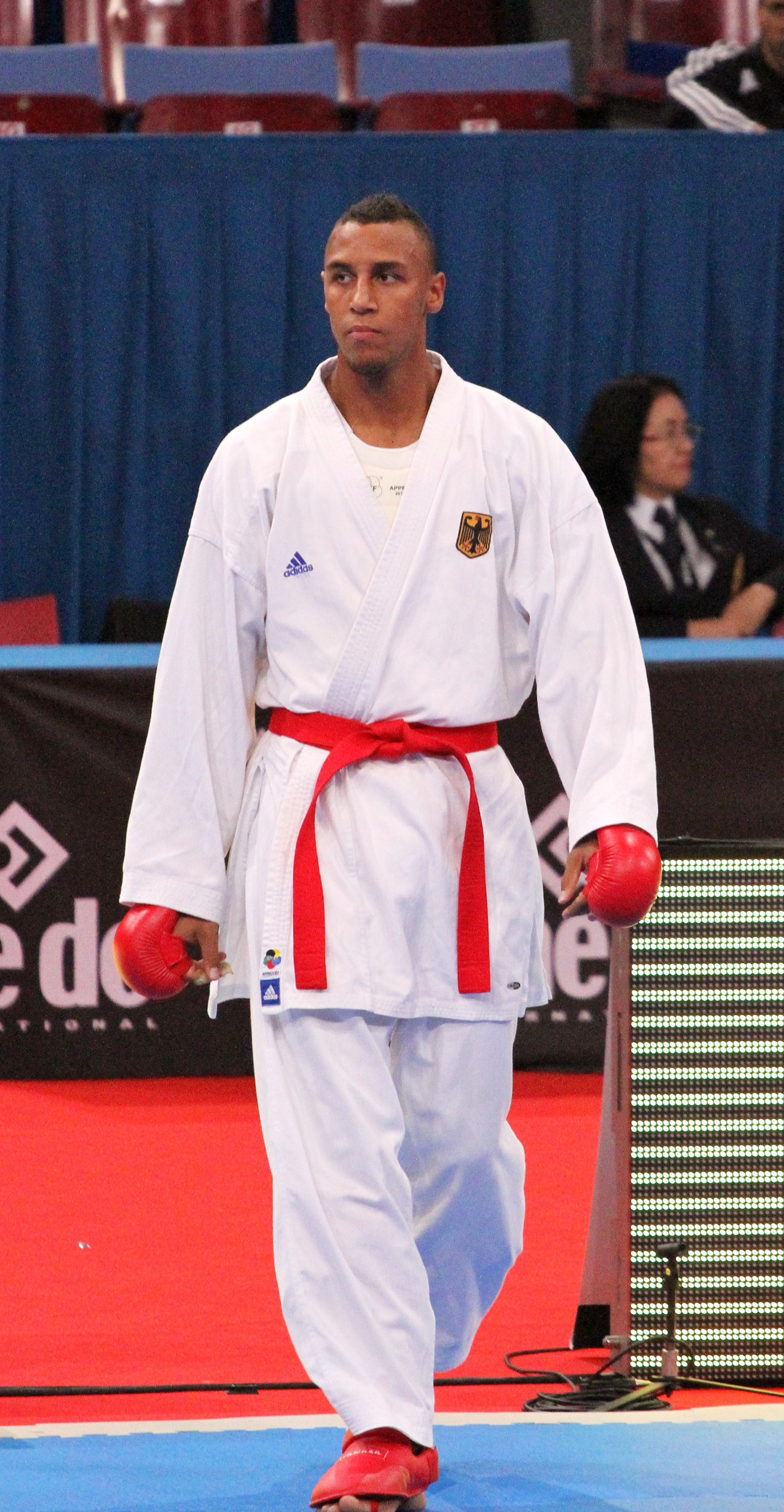
Jonathan Horne bei der XXI. WKF-Karate-Weltmeisterschaft in Paris 2012

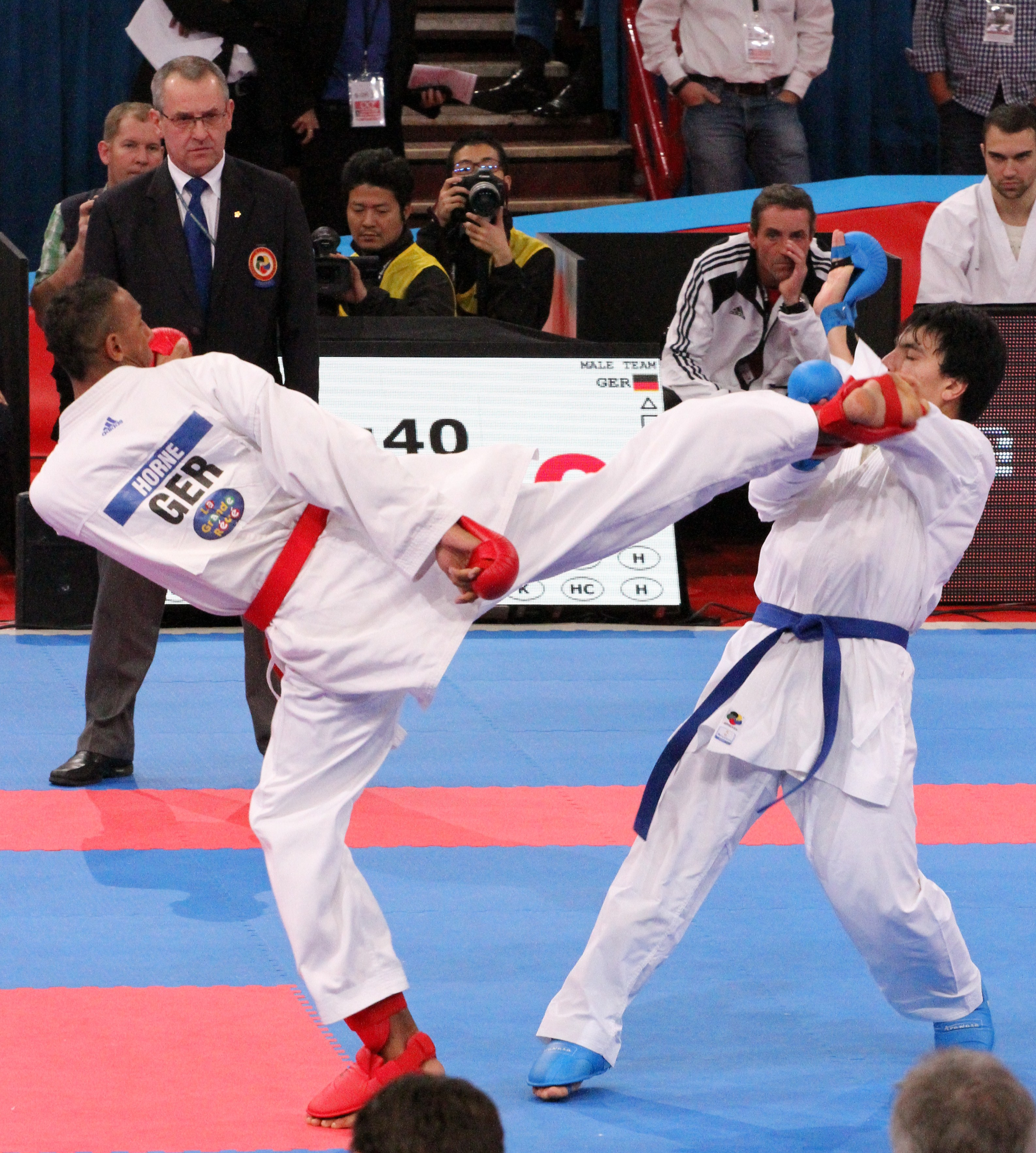
Jonathan Horne gegen Hasanov bei der WKF-Karate-WM in Paris 2012

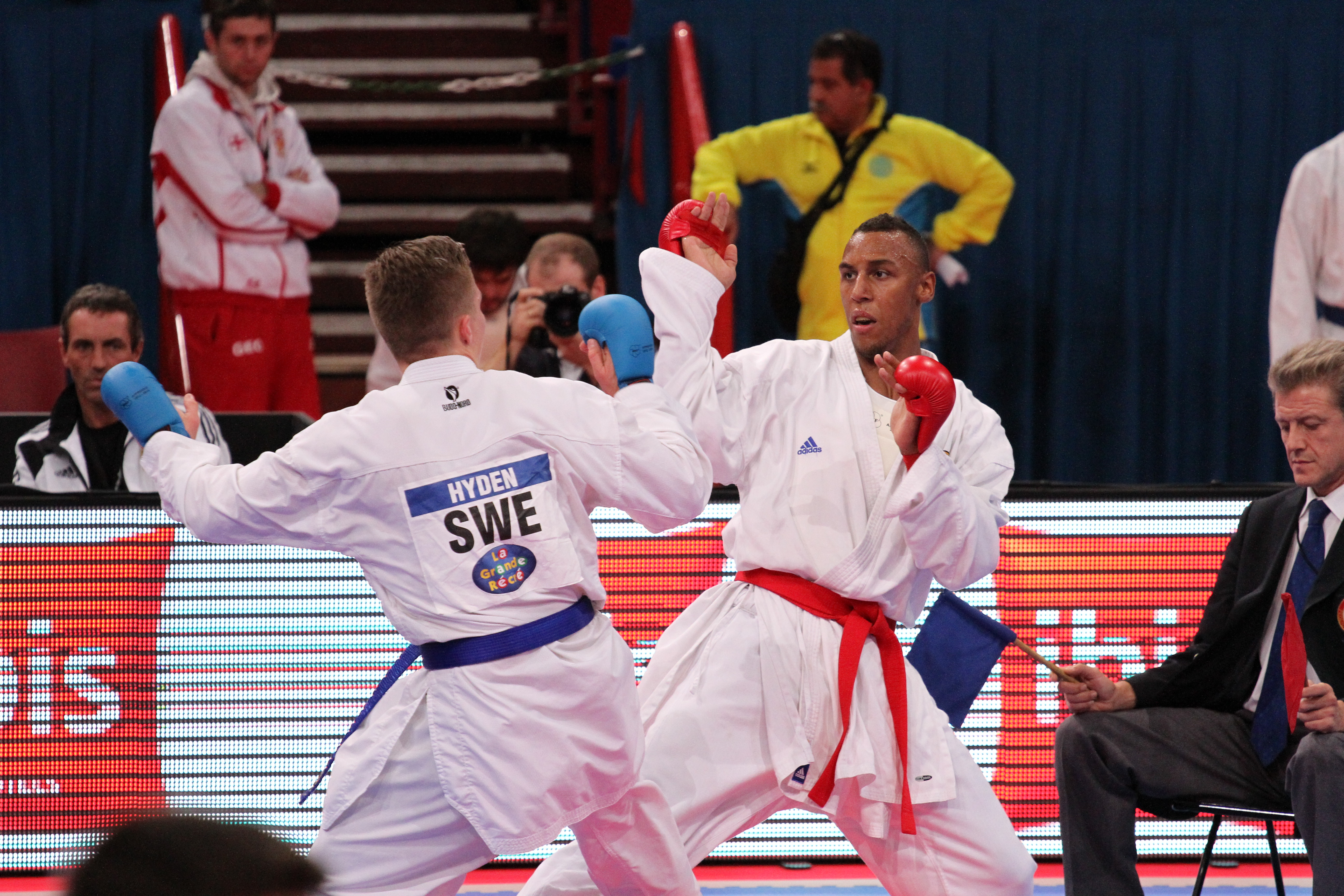
Hyden gegen Horne 2012

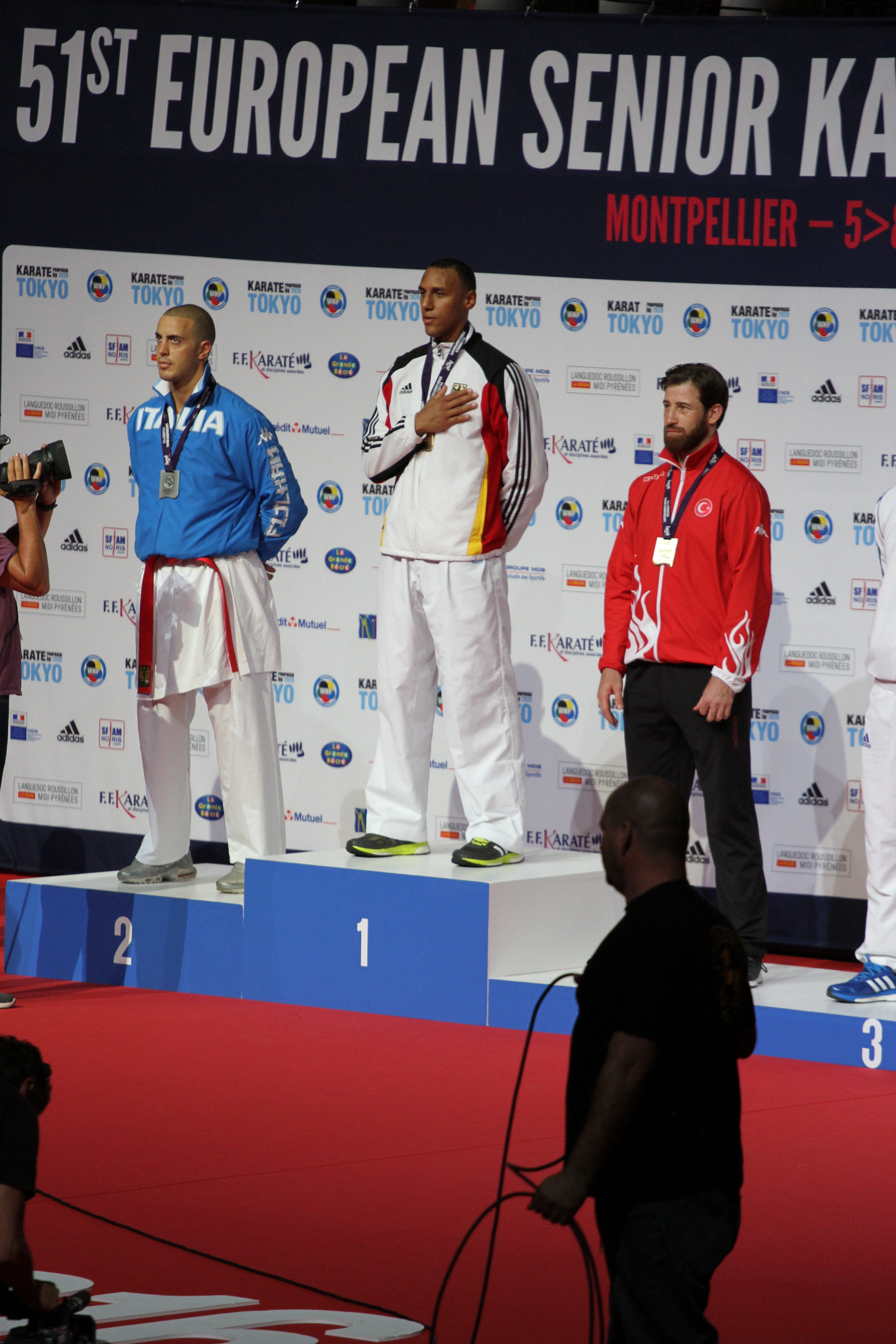
Jonathan Horne mit Stefano Maniscalco (2. Platz) und Enes Erkan (3. Platz) 2016 in Montpellier

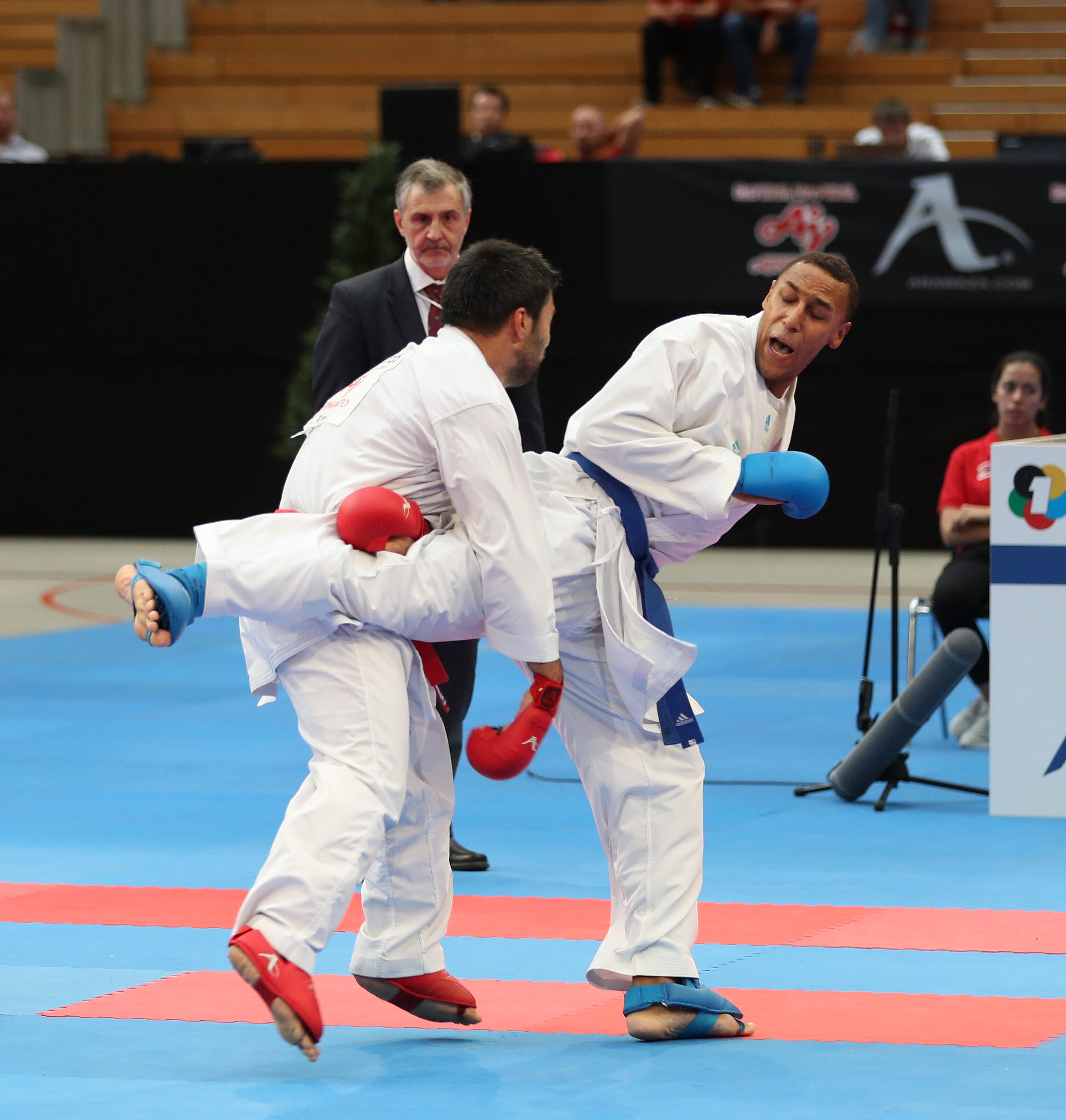
Jonathan Horn gegen Shahin Atamov bei der Karate 1 Premier League 2018 in Berlin

Jonathan Horne (* 17. Januar 1989 in Kaiserslautern) ist ein ehemaliger deutscher Karateka und von 2022 bis 2024 Chef-Bundestrainer der deutschen Karate-Nationalmannschaft. Er trägt den fünften Dan Shōtōkan, wurde 2005 Jugendweltmeister (+75 kg), Team-Vizeweltmeister 2014, Weltmeister 2018, World-Games-Sieger 2009 (+80 kg) und 2013 (+84 kg) sowie mehrfacher Europameister. Er ist Träger des Silbernen Lorbeerblattes und gilt laut Karate Records als bester Karateka der Welt (+ 84 kg WKF).

## Sportlicher Lebenslauf
Jonathan begann bereits im Alter von fünf Jahren im Funakoshi Karate Center in Kaiserslautern mit dem Karateunterricht. Er startet aber inzwischen für das Teikyo Karate Team Saarbrücken. Seit 2002 ist er im rheinland-pfälzischen Landeskader. Im DKV-Kader wird er seit dem Jahr 2004 gefördert. Jonathan Horne wurde bereits im Alter von 13 Jahren das erste Mal Deutscher Vizeschülermeister. Große Erfolge waren der 1. Platz bei den Jugendweltmeisterschaften 2005 und die Siege bei den World Games 2009 und 2013. Bei der Weltmeisterschaft 2012 in Paris wurde er in der Einzelwertung Siebter und in der Mannschaftswertung erreichte er mit dem Team Deutschland den 5. Platz. Bei den WKF Europameisterschaften 2013 in Budapest holte er sich zwei Bronzemedaillen, jeweils in der Gewichtsklasse über 84 kg und mit der deutschen Nationalmannschaft. Ebenfalls im Jahr 2013 gelang es ihm, seinen World-Games-Titel in Cali zu verteidigen. Am 25. Oktober 2013 wurde ihm durch Bundespräsident Joachim Gauck im Schloss Bellevue das Silberne Lorbeerblatt verliehen. Für die Weltmeisterschaft 2014 in Bremen war er das sportliche Aushängeschild. Bei dieser Weltmeisterschaft wurde er am 9. November 2014 mit dem Team Deutschland nach einem Finalkampf gegen den Iran Vizeweltmeister. Bei den Europaspielen 2015 in Baku wurde er erneut hinter seinem Rivalen Enes Erkan Zweiter in der Gewichtsklasse über 84 kg. Bei der Europameisterschaft 2016 in Montpellier stand er gegen Stefano Maniscalco im Finale, den er mit 1:0 besiegte. Seinen größten Erfolg feierte er 2018 in Madrid. Hier wurde er Weltmeister in der Gewichtsklasse + 84 kg. Nach seinen Erfolgen bei den Qualifikationsturnieren (Karate 1 Serie A) 2019, 2020 und 2021 hatte er sich für die Olympischen Spiele 2020 in Tokio qualifiziert. Den Wettkampf dort musste er nach einer Armverletzung aufgeben.

## Nationale Erfolge
- 2017 Deutscher Meister (+ 84 kg)
- 2016 Deutscher Meister (+ 84 kg)
- 2015 Deutscher Meister (+ 84 kg)
- 2013 Deutscher Meister (+ 84 kg)
- 2012 Deutscher Meister (+ 84 kg)
- 2011 Deutscher Meister (+ 84 kg)
- 2010 Deutscher Meister (+ 84 kg)
- 2009 Deutscher Meister (+ 84 kg)
- 2008 Deutscher Meister (+ 84 kg)
- 2007 Deutscher Meister (+ 80 kg)
- 2006 Deutscher Meister (Kumite Jugend + 75 kg)
- 2005 Deutscher Meister (Kumite Jugend + 75 kg)
- 2004 Deutscher Meister (Kumite Team Jugend)
- 2003 Deutscher Vizemeister (Schüler +55 kg)
- 2002 Deutscher Vizemeister (Schüler +55 kg)

## Internationale Erfolge
- 2021 Europameister in Poreč, Kroatien (+ 84 kg)
- 2020 2. Platz in Chile beim Karate 1 Serie A Qualifikationsturnier für die Olympischen Spiele in Tokio 2020
- 2019 1. Platz im K1 Qualifikationsturnier für die Olympischen Spiele in Tokio 2020
- 2019 Europameister in Guadalajara / Spanien (+ 84 kg)
- 2018 Weltmeister in Madrid / Spanien (+84 kg)
- 2016 Europameister in Montpellier / Frankreich (+ 84 kg)
- 2015 Europaspiele in Baku, 2. Platz im Kumite Einzel (+ 84 kg)
- 2015 Europameisterschaft in Istanbul, 3. Platz im Kumite Einzel (+ 84 kg)
- 2014 Vizeweltmeister mit dem Team Deutschland in Bremen
- 2014 Europameisterschaft in Tampere/Finnland 3. Platz mit dem Team Deutschland
- 2014 Europameisterschaft in Tampere/Finnland 3. Platz (+ 84 kg)
- 2013 World Games Sieger in Cali, Kolumbien (+ 84 kg)
- 2013 Europameisterschaft in Budapest 3. Platz mit dem Team Deutschland
- 2013 Europameisterschaft in Budapest 3. Platz (über 84 kg)
- 2013 Swiss Junior Cup Sieger mit dem Team Deutschland in Basel, Schweiz
- 2012 Weltmeisterschaft in Paris, 5. Platz Kumite mit dem Team Deutschland
- 2012 Weltmeisterschaft in Paris, Frankreich 7. Platz Kumite (+ 84 kg)
- 2012 Europameisterschaft in Teneriffa 1. Platz mit dem Team der deutschen Nationalmannschaft
- 2012 Europameister in Teneriffa, Spanien (+ 84 kg)
- 2011 Europameister in Zürich, Schweiz (+ 84 kg)
- 2011 German Open Sieger in Aschaffenburg, Deutschland (+ 84 kg)
- 2010 US Open Sieger in Las Vegas, USA
- 2010 German Open Sieger in Erfurt, Deutschland (+ 84 kg)
- 2010 Europameister in Athen, Griechenland (+ 84 kg)[8]
- 2009 German Open Sieger in Aschaffenburg, Deutschland (+ 84 kg)
- 2009 World Games Sieger in Kaohsiung, China[9] (+80 kg)
- 2008 US Open Sieger
- 2008 Bronzemedaille Weltmeisterschaft in Tokio, Japan (+ 80 kg)
- 2008 Europameister in Tallinn, Estland (+ 80 kg)
- 2008 Vizeeuropameister in Triest, Italien (Junioren + 80 kg)
- 2008 German Open Sieger in Hamburg, Deutschland (+ 80 kg)
- 2007 Europameister (Team Junioren)
- 2007 German Open Sieger
- 2007 Bronzemedaille Weltmeisterschaft (Junioren + 80 kg)
- 2006 Italienischer Grand Prix Sieger
- 2005 Internationaler Ungarischer Meister
- 2005 German Open Sieger
- 2005 Jugendweltmeister der 16–17-Jährigen in Limassol, Zypern (+ 75 kg)
- 2004 Internationaler Ungarischer Meister
- 2004 Internationaler Österreichischer Meister
- 2003 Internationaler Shotokan Cup Sieger
- 2002 Internationaler Shotokan Cup Sieger